# Чиста криниця (пам'ятка природи)

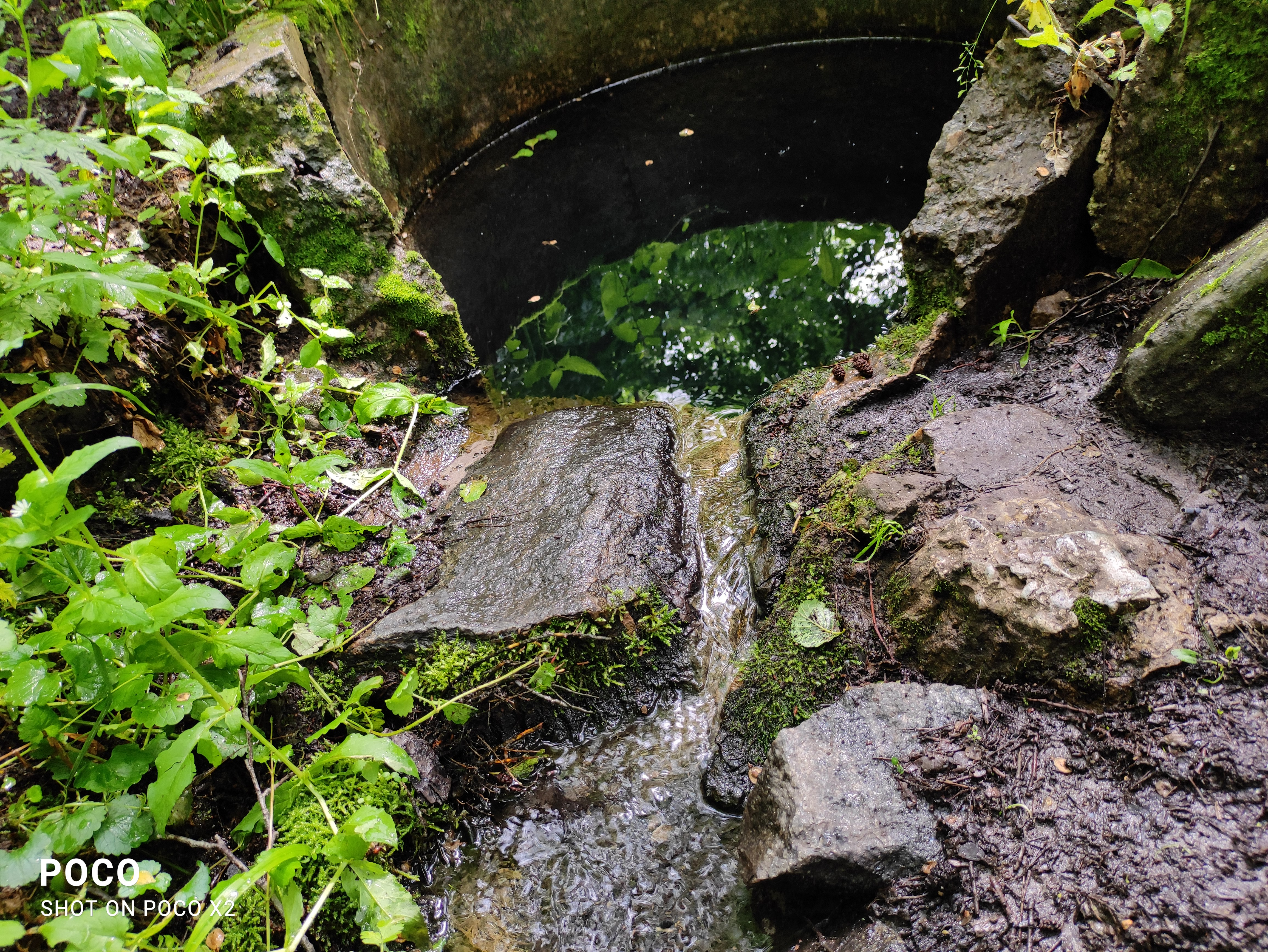

Чи́ста крини́ця — гідрологічна пам'ятка природи місцевого значення в Україні. Розташована в межах Павлоградського району Дніпропетровської області, на південний захід від села Кочережки. 
Площа 1,5 га. Стутус присвоєно 1974 року. Перебуває у віданні: Новомосковський держлісгосп (Кочерізьке лісництво, кв. 17). 
Статус присвоєно для збереження джерела питної води та прилеглої до нього території. Джерело розташоване серед лісового масиву на лівобережжі Самари.